# 明昌の治
明昌の治（めいしょうのち）は、金朝の章宗の治世（1189年 - 1208年）を指す。この頃、金朝は繁栄しており、章宗の元年が「明昌」であったことから、歴史上「明昌の治」と呼ばれていた。
『続資治通鑑』巻153では、「金朝が建国され70年間の支配、遼朝と宋朝の古い制度のために、礼・楽・政・刑は乱雑で一貫性がなかった。儀式の条約、そして純潔に関するより多くの判断、したがって明昌の治は清明として知られている（時金有国七十年、礼楽政刑、因遼・宋旧制、雑乱無貫、金主欲更定修正、為一代法、其儀式条約、多守貞裁定、故明昌之治、号称清明）」。